# تاش (مجارستان)
تاش (به مجاری:  Tass) یک شهرداری در مجارستان است. تاش ۷۴٫۷۲ کیلومتر مربع مساحت و ۲٬۹۹۷ نفر جمعیت دارد.